# Pra Você (canção de Sinal Verde)
"Pra Você" é um single da banda Sinal Verde, lançado em 1981. Lançado em vinil, o projeto reúne duas músicas, de autoria do guitarrista e produtor da banda, também integrante, Lucas Ribeiro. A canção "Pra Você", mais tarde esteve na coletânea Ponto de Encontro. As duas faixas, mais tarde, foram inclusas no álbum Ritmos, de Lucas.

## Faixas
| Lado A |            |                |              |         |  |
| N.º    | Título     | Compositor(es) | Vocais       | Duração |  |
| 1.     | "Pra Você" | Lucas Ribeiro  | Lulu Milazzo | 3:48    |  |

| Lado B |                      |                |            |         |  |
| N.º    | Título               | Compositor(es) | Vocais     | Duração |  |
| 1.     | "Assim Diz o Senhor" | Lucas Ribeiro  | Edy Gusmão | 4:01    |  |

## Ficha técnica
Banda
- Lucas Ribeiro: violão, guitarra, produção musical e vocal
- Carlinhos Felix: baixo e vocal
- Lulu Milazzo: vocal
- Edy Gusmão: vocal
- Luciano Dewey: teclado, moog e vocal
- Júlio Henri: baixo, charango e vocal
- Lisâneas Sá Freire: violão e vocal
- Claudio Ferreira: bateria e vocal